# Gare de Waimes
La gare de Waimes (en allemand Weismes) était une gare ferroviaire belge de la ligne 48, de Raeren à Saint-Vith, située à proximité du centre-ville de Waimes, en Région wallonne, dans la province de Liège.
Elle est mise en service en 1885 par l'administration des chemins de fer de l'État de Prusse (Königlich Preußische Staatseisenbahnen). C'était une gare de la Société nationale des chemins de fer belges (SNCB) fermée au trafic voyageurs en 1959 et au trafic marchandises en 1982.

## Situation ferroviaire
Établie à 510 mètres d'altitude, la gare de Waimes était située sur la ligne 48, de Raeren à Saint-Vith et à l'origine de la ligne 45, de Waimes à Trois-Ponts, avant la gare de Malmedy.

## Histoire
La station de Waimes est mise en service le 1er décembre 1885 par l'administration des chemins de fer de l'État de Prusse (Königlich Preußische Staatseisenbahnen) lorsqu'elle inaugure la ligne d'Aix-la-Chapelle à Malmedy, via Waimes. La ville de Waimes est alors située sur le territoire de la Prusse. Waimes devient une gare de bifurcation avec l'inauguration par les KPEV de la section vers Sankt-Vith en novembre 1887. En 1888-1889, la Vennbahn est prolongée vers le Grand-duché de Luxembourg (Troisvierges) et Gerolstein dans l'Eifel.
En 1909 ligne en impasse vers Malmédy est prolongée jusqu'à la frontière et reliée au réseau belge et à la gare de Stavelot le 5 janvier 1914. Après le traité de Versailles, Waimes devient une commune belge et les Chemins de fer de l'État belge (future SNCB) assurent l'exploitation.
Les trains de voyageurs au nord de Waimes ne sont pas rétablis après la Seconde Guerre mondiale. Entre Waimes et Saint-Vith, ils disparaissent le 1er juin 1954. Les derniers trains de voyageurs réguliers (venant de Stavelot) disparaissent le 23 février 1959.
La ligne 45, abandonnée en 1983, est remise en service en service six ans plus tard par la SNCB afin d'y faire transiter des trains militaires vers la Vennbahn. La section venant de Raeren perd alors son dernier trafic commercial mais l'association Vennbahn y fera rouler des trains touristiques jusqu'en 2002.
Le trafic militaire vers Sourbrodt prend fin en 2006. Les rails des lignes 45 et 48 sont alors arrachés et un chemin RAVeL y est aménagé avec une jonction à Waimes comme au temps du chemin de fer.

## Patrimoine ferroviaire
Réaffecté en habitation, le bâtiment des recettes de type prussien a la particularité d'être implanté dans l'angle formé par des lignes de Malmédy et Saint-Vith. Il s'agissait du second bâtiment de la gare.[réf. nécessaire]